# Potentilla daltoniana
Potentilla daltoniana là loài thực vật có hoa trong họ Hoa hồng. Loài này được (J. Gay) Mabb. mô tả khoa học đầu tiên năm 2002.